# Bloedbad van Nogeun-ri
Het bloedbad van Nogeun-ri (Koreaans: 노근리 양민 학살 사건) vond plaats op 26-29 juli 1950 in de beginfase van de Koreaanse Oorlog, toen een onbekend aantal Zuid-Koreaanse vluchtelingen werd gedood bij een Amerikaanse luchtaanval, en door lichte en zware wapens van het Amerikaanse 7th Cavalry Regiment bij een spoorbrug in de buurt van het dorp Nogeun-ri (Koreaans: 노근리, ook geschreven als No Gun Ri), 160 km ten zuidoosten van Seoel.
In 2005 stelde een gerechtelijk onderzoek van de Zuid-Koreaanse regering de namen van 163 doden of vermisten en 55 gewonden vast, en voegde eraan toe dat de namen van veel andere slachtoffers niet werden vermeld. De No Gun Ri Peace Foundation schatte in 2011 dat er tussen de 250 en 300 doden vielen, voornamelijk vrouwen en kinderen.
Het incident was buiten Korea weinig bekend, tot de publicatie van een Associated Press (AP)-artikel in 1999 waarin veteranen van de 7th Cavalry de verslagen van overlevenden bevestigden. De AP ontdekte ook gedeclassificeerde bevelen van het Amerikaanse leger om op naderende burgers te schieten vanwege meldingen van Noord-Koreaanse infiltratie van vluchtelingengroepen. In 2001 voerde het Amerikaanse leger een onderzoek uit en, na eerder de beweringen van overlevenden te hebben afgewezen, erkende het de moorden, maar beschreef de driedaagse gebeurtenis als "een ongelukkige tragedie die inherent is aan oorlog en niet als opzettelijke moord". Het leger verwierp de eisen van de overlevenden om verontschuldigingen en compensatie. De Amerikaanse president Bill Clinton gaf een spijtbetuiging af en voegde daar de volgende dag aan toe dat "er dingen gebeurden die verkeerd waren".
Zuid-Koreaanse onderzoekers waren het niet eens met het Amerikaanse rapport, en zeiden dat ze geloofden dat troepen van de 7th Cavalry het bevel hadden gekregen om op de vluchtelingen te schieten. De groep van overlevenden noemde het Amerikaanse rapport een "witwasserij". De AP ontdekte later aanvullende archiefdocumenten waaruit bleek dat Amerikaanse bevelhebbers tijdens deze periode hun troepen bevalen om burgers aan het oorlogsfront te "beschieten" en "neer te schieten". Deze documenten waren door de onderzoekers van het Pentagon gevonden maar niet vrijgegeven. Onder de geheime documenten bevond zich een brief van de Amerikaanse ambassadeur in Zuid-Korea waarin stond dat het Amerikaanse leger een beleid had aangenomen om te schieten op naderende vluchtelingengroepen. Ondanks meerdere verzoeken werd het Amerikaanse onderzoek niet heropend.
Naar aanleiding van de onthullingen van Nogeun-ri dienden overlevenden van soortgelijke vermeende incidenten uit de periode 1950-51 rapporten in bij de regering van Seoel. In 2008 zei een onderzoekscommissie dat er meer dan 200 gevallen van vermeende grootschalige moorden door het Amerikaanse leger waren geregistreerd, voornamelijk luchtaanvallen.

## Achtergrond

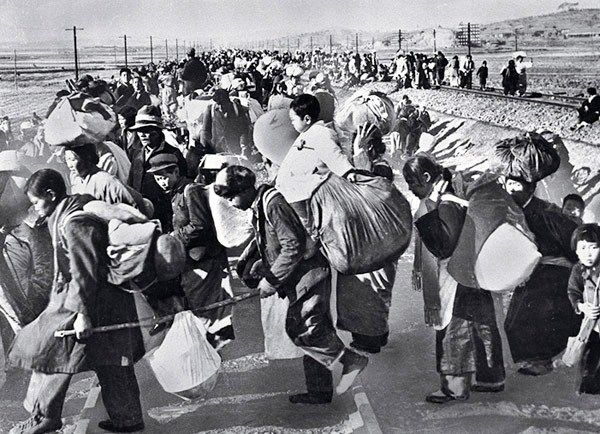
Grote aantallen Zuid-Koreanen vluchtten medio 1950 naar het zuiden nadat het Noord-Koreaanse leger binnenviel. In het voorjaar van 1951 schatte het door de VS geleide VN-commando dat 5 miljoen Zuid- en Noord-Koreanen tot vluchtelingen waren geworden.

De opdeling aan het einde van de Tweede Wereldoorlog van de voormalige Koreaanse kolonie van Japan in twee zones leidde tot jarenlange grensgevechten tussen het aan de VS gelieerde Zuid-Korea en het aan de Sovjet-Unie geallieerde Noord-Korea. Op 25 juni 1950 viel het Noord-Koreaanse leger het zuiden binnen om te proberen het schiereiland te herenigen, waarmee de Koreaanse Oorlog begon.
De invasie verraste Zuid-Korea en haar Amerikaanse bondgenoot, en de verdedigende Zuid-Koreaanse troepen werden terugedrongen. De VS haalden troepen uit Japan om samen met de Zuid-Koreanen te vechten. De eerste troepen landden op 1 juli, en op 22 juli waren er drie divisies van het Amerikaanse leger in Korea, waaronder de 1st Cavalery Division. Deze Amerikaanse troepen waren onvoldoende opgeleid, slecht uitgerust en vaak geleid door onervaren officieren. Van bijzonder belang was dat ze niet waren opgeleid in het omgaan met door oorlog ontheemde burgers. De gecombineerde Amerikaanse en Zuid-Koreaanse strijdkrachten waren aanvankelijk niet in staat de Noord-Koreaanse opmars te stoppen en bleven zich in juli terugtrekken.
In de twee weken na het eerste belangrijke gevecht van de Amerikaanse grondtroepen op 5 juli schatte het Amerikaanse leger dat 380.000 Zuid-Koreaanse burgers door de terugtrekkende Amerikaanse en Zuid-Koreaanse linies naar het zuiden waren gevlucht.
Langs gaten in hun linies werden de Amerikaanse troepen van achteren aangevallen, en berichten verspreidden zich dat vermomde Noord-Koreaanse soldaten vluchtelingencolonnes infiltreerden. Vanwege deze zorgen werden bevelen uitgevaardigd om op Koreaanse burgers in frontliniegebieden te schieten, bevelen die decennia later werden ontdekt in vrijgegeven militaire archieven. Onder degenen die de bevelen uitvaardigden, was de commandant van de 1st Cavalery Division Maj. Gen. Hobart R. Gay, die alle Koreanen die in het oorlogsgebied waren achtergebleven als "vijandige agenten" beschouwde, aldus de Amerikaanse oorlogscorrespondent O.H.P. King en de Amerikaanse diplomaat Harold Joyce Noble. Nadat het hoorde van een vijandelijke doorbraak vluchtte het 2nd Battalion, 7th Cavalery Regiment van de 1st Cavalery Division in de nacht van 25 juli vanuit haar voorste posities achterwaarts, om de volgende ochtend te worden gereorganiseerd en zich in te graven nabij het Zuid-Koreaanse dorp Nogeun-ri. Later die dag, op 26 juli 1950, zagen deze troepen honderden vluchtelingen naderen, velen uit de nabijgelegen dorpen Chugok-ri en Imke-ri.

## Moorden

### Gebeurtenissen van 25 tot 29 juli 1950

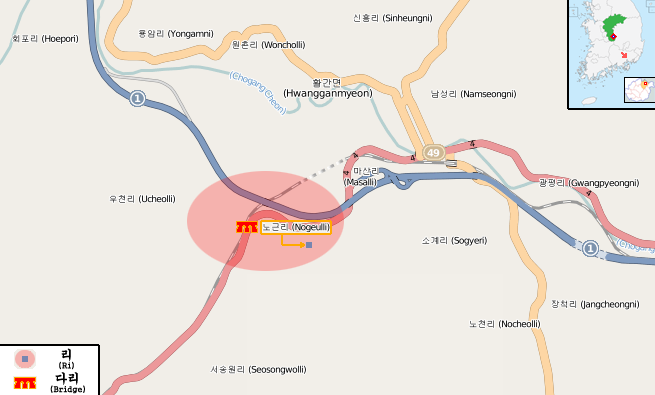
Kaart van Nogeun-ri

Op 25 juli, toen Noord-Koreaanse troepen de stad Yeongdong, 11 km ten westen van Nogeun-ri innamen, waren Amerikaanse troepen bezig met het evacueren van nabijgelegen dorpen, waaronder honderden inwoners van Chugok-ri en Imke-ri. Deze dorpelingen werden vergezeld door anderen terwijl ze over de hoofdweg naar het zuiden liepen, en naar schatting 600 vluchtelingen brachten de nacht door aan een rivieroever in de buurt van het dorp Haga-ri, 5,5 km ten westen van Nogeun-ri. Zeven vluchtelingen werden door Amerikaanse soldaten gedood toen ze 's nachts van de groep afdwaalden. In de ochtend van 26 juli ontdekten de dorpelingen dat de begeleidende soldaten waren vertrokken. Ze vervolgden hun weg, maar werden bij een wegversperring in de buurt van Nogeun-ri door Amerikaanse troepen tegengehouden. Ze kregen het bevel de evenwijdig lopende spoorbaan op te gaan, waar Amerikaanse soldaten hun bezittingen doorzochten en messen en andere voorwerpen in beslag namen. De vluchtelingen lagen rond het middaguur verspreid langs de spoordijk te rusten, toen militaire vliegtuigen hen beschoten en bombardeerden.
Terugblikkend op de luchtaanval zei Yang Hae-chan, een 10-jarige jongen in 1950, dat de aanvallende vliegtuigen herhaaldelijk terugkeerden en dat er "chaos uitbrak onder de vluchtelingen. We renden wild rond en probeerden weg te komen." Hij en een andere overlevende zeiden dat de soldaten weer verschenen en op de gewonden op de rails begonnen te schieten. Overlevenden zochten eerst beschutting in een kleine duiker onder de sporen, maar soldaten en Amerikaans grondvuur dreven hen vandaar een dubbele tunnel in onder een betonnen spoorbrug. Binnen de onderdoorgangen van de brug, elk 24 m lang, 6,5 m breed en 12 m hoog, kwamen ze onder zwaar machinegeweer- en geweervuur van troepen van de 7th Cavalry aan beide zijden van de brug. "De Amerikaanse soldaten speelden met ons leven als jongens die met vliegen spelen", zei Chun Choon-ja, destijds een 12-jarig meisje. "Kinderen schreeuwden van angst en volwassenen baden voor hun leven, en de hele tijd stopten ze nooit met schieten", zei overlevende Park Sun-yong, wiens 4-jarige zoon en 2-jarige dochter werden gedood, terwijl zijzelf zwaar werd gewond.
Twee communicatiespecialisten, Larry Levine en James Crume, zeiden later dat ze zich het bevel van hogerop herinnerden, waarschijnlijk van de 1st Cavalery Division, om op de vluchtelingen te schieten die naar de commandopost van het 2nd Battalion kwamen. Ze herinnerden zich het grondvuur dat begon met een mortiergranaat die onder de vluchtelingenfamilies landde, gevolgd door wat Levine een "waanzin" van handvuurwapens noemde. Sommige veteranen van het bataljon herinnerden zich de officieren van de frontlinie die hen hadden opgedragen het vuur te openen. "Men nam aan dat de vijand zich onder deze mensen bevond", zei ex-schutter Herman Patterson. "Ze waren daar aan het sterven. Ik kon de mensen horen schreeuwen", herinnerde Thomas H. Hacha van het nabijgelegen 1st Battalion zich terwijl hij het van dichtbij observeerde. Anderen zeiden dat sommige soldaten hun vuur inhielden.

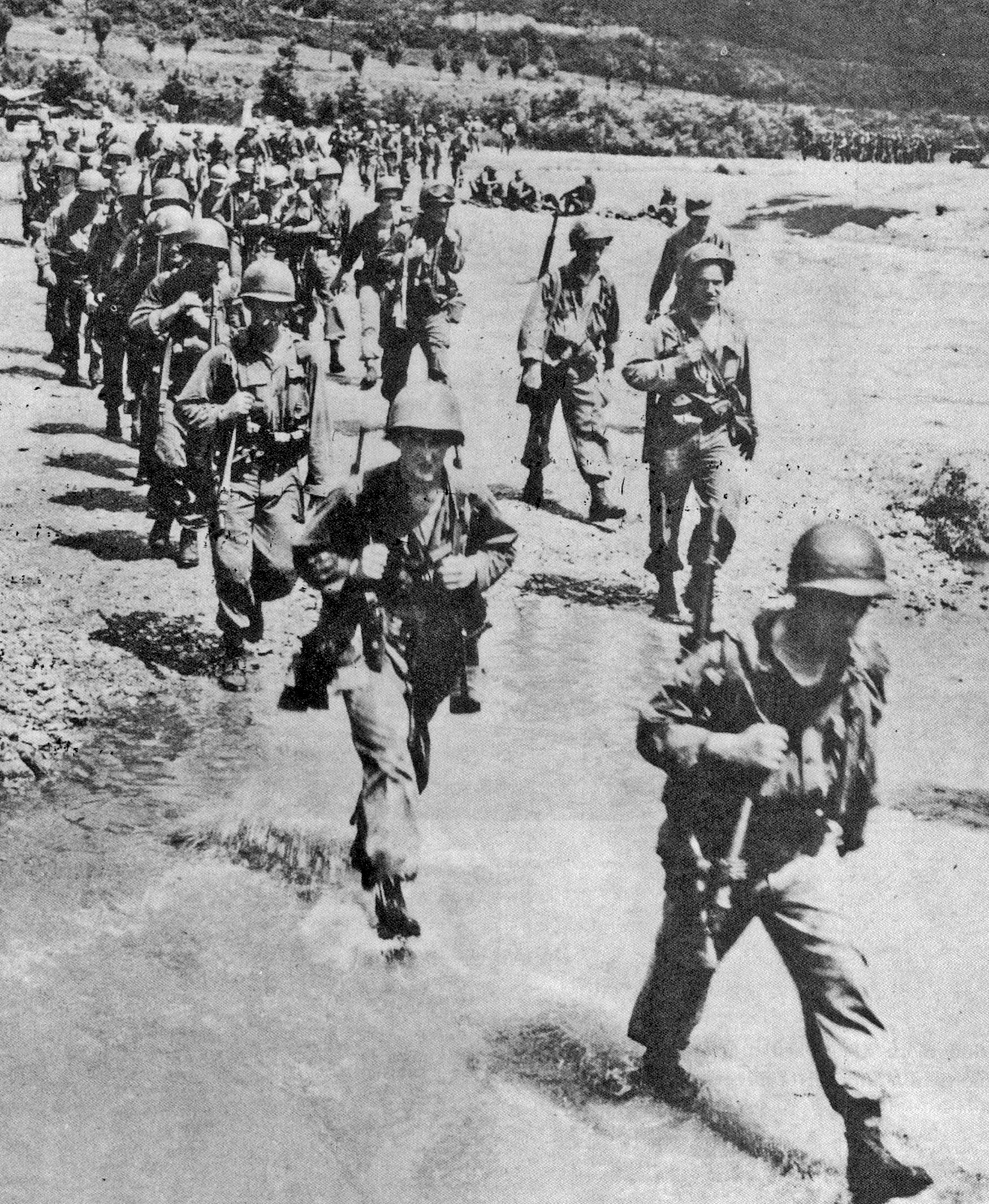
Een niet-geïdentificeerde eenheid van de Amerikaanse 1st Cavalry Division trekt zich op 29 juli 1950 terug naar het zuiden, de dag dat een divisiebataljon zich terugtrok uit Nogeun-ri nadat het daar grote aantallen gevangen Zuid-Koreaanse vluchtelingen had gedood.

De ingesloten vluchtelingen begonnen lichamen op te stapelen als barricades en probeerden in de grond te graven om zich te verschuilen. Chung Koo-ho, wiens moeder stierf terwijl ze hem en zijn zus beschermde, verklaarde dat sommigen die eerste nacht wisten te ontsnappen, terwijl Amerikaanse troepen zoeklichten op de tunnels richtten en doorgingen met schieten.
Op de tweede dag was het geweervuur afgenomen tot incidentele salvo's als een gevangen vluchteling zich bewoog of probeerde te ontsnappen. Sommigen herinnerden zich dat vliegtuigen die tweede dag terugkeerden om raketten af te vuren of bommen te laten vallen. Gekweld door de dorst dronken de overlevenden met bloed gevuld water uit een beekje dat onder de brug door stroomde.
Tijdens de moorden kwam het 2nd Batallion onder sporadisch artillerie- en mortiervuur van de Noord-Koreanen, die voorzichtig oprukten vanuit Yeongdong.
Vrijgegeven inlichtingenrapporten van het leger toonden aan dat de vijandelijke frontlinie op 28 juli, de derde dag van het bloedbad, drie of meer kilometer van Nogeun-ri verwijderd was. Die nacht berichtte de 7th Cavalry het hoofdkwartier van de divisie: "Er is geen belangrijk contact gemeld door ons 2e bataljon."
De moorden op vluchtelingen werden niet gerapporteerd in de documenten van de overgebleven eenheden.
In de vroege ochtenduren van 29 juli trok het 7th Cavalry-Regiment zich terug uit Nogeun-ri. Die middag arriveerden Noord-Koreaanse soldaten buiten de tunnels en hielpen de ongeveer twee dozijn overlevenden, voornamelijk kinderen, gaven hen te eten en stuurden hen terug naar hun dorpen.

### Slachtoffers
In de vroegst gepubliceerde verslagen van de moorden, in augustus en september 1950, meldden twee met de noordelijke troepen oprukkende Noord-Koreaanse journalisten dat ze naar schatting 400 lichamen hadden gevonden in het Nogeun-ri-gebied, waaronder 200 in één tunnel. De overlevenden schatten het dodental meest op 400, inclusief 100 bij de eerste luchtaanval, met tientallen gewonden.
In ondervragingen door het Pentagon in 2000 varieerden de schattingen door 7th Cavalry-veteranen van de doden van Nogeun-ri van tientallen tot 300. De beroepssoldaat Homer Garza, die een patrouille leidde door een van de Nogeun-ri-tunnels, zei dat hij daar 200 tot 300 lichamen zag opgestapeld.
Na een proces van verificatie van claims door middel van familieregisters, medische rapporten en andere documenten en getuigenissen, maakte het Zuid-Koreaans Regeringscomité voor de toetsing en het herstel van de eer van de Nogeun-ri-slachtoffers in 2005 de namen van 150 geïdentificeerde Nogeun-ri-doden bekend, plus 13 vermisten en 55 gewonden, onder wie sommigen die later aan hun verwondingen stierven.
Het comité zei dat er vanwege het verstrijken van de tijd en andere factoren over veel andere slachtoffers geen rapporten waren ingediend. Van de vastgestelde slachtoffers bestond 70 procent uit vrouwen, kinderen of mannen ouder dan 61 jaar, waaronder 41 procent kinderen onder de 15. De door de Zuid-Koreaanse overheid gefinancierde Nogeun-ri Vredesstichting, die op de locatie een herdenkingspark en museum exploiteert, schatte in 2011 dat er tussen de 250 en 300 doden vielen.

## Nasleep

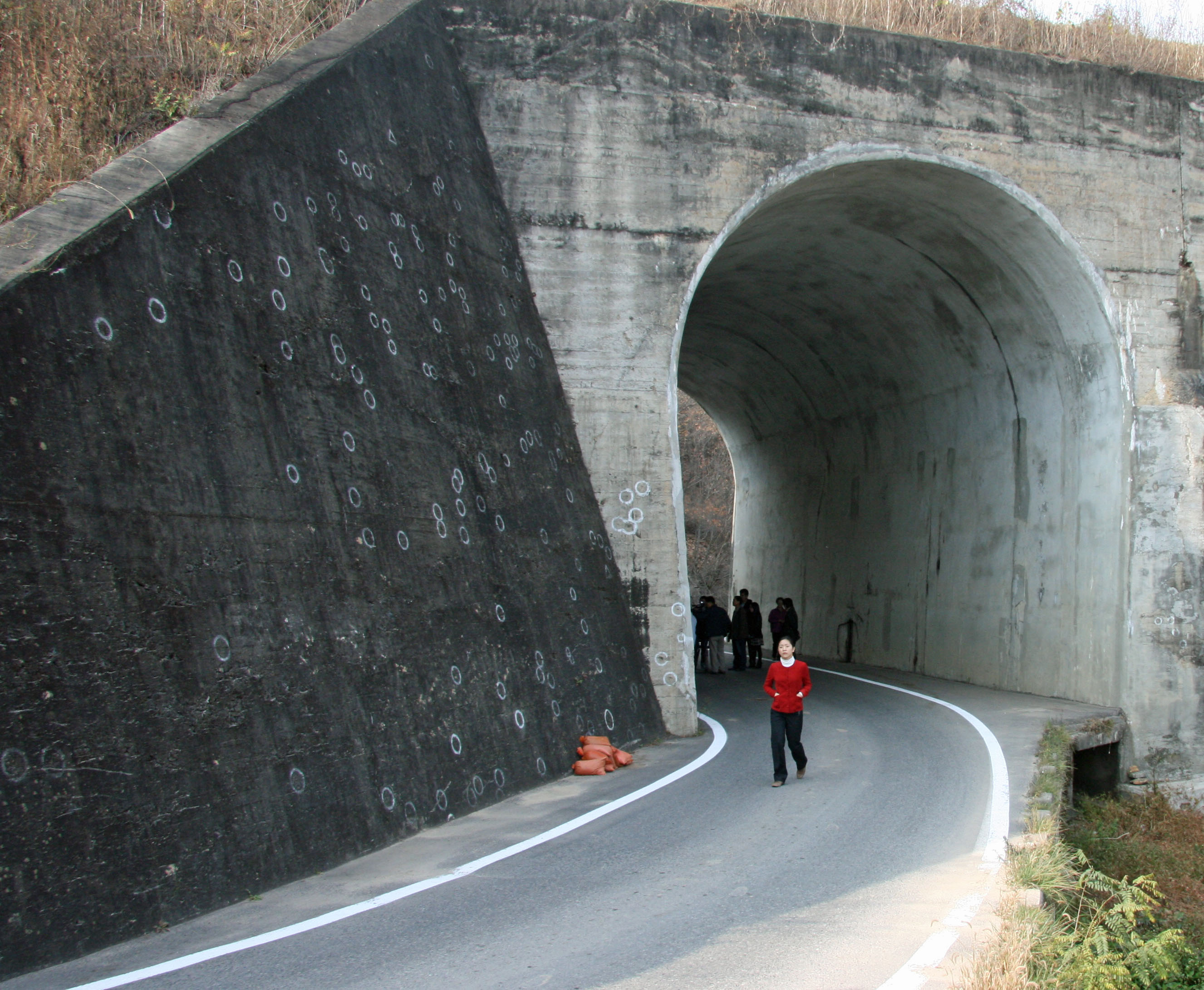
Een foto uit 2008 toont een betonnen landhoofd buiten de Nogeun-ri-brug, waar de witte verf van onderzoekers kogelsporen en ingebedde fragmenten aangeeft van geweervuur van het Amerikaanse leger tijdens het neerschieten van Zuid-Koreaanse vluchtelingen in 1950.

Informatie over de moorden op vluchtelingen bereikte eind augustus 1950 het Amerikaanse bevel in Korea en het Pentagon in de vorm van een buitgemaakt Noord-Koreaans militair document, waarin de ontdekking van het bloedbad werd gemeld. Een Zuid-Koreaanse ex-agent van een contraspionagecommando van de VS die weken later, toen Amerikaanse troepen terugkeerden in het gebied, met lokale dorpelingen sprak, bevestigde in 2000 dat verslag aan Amerikaanse onderzoekers.
Dat men ook op hoger niveau bekend was met de gebeurtenissen blijkt uit een in eind-september 1950 verschenen artikel in The New York Times, waarin zonder verdere details werd gemeld dat een niet nader genoemde hoge Amerikaanse officier de verslaggever vertelde over het in paniek neerschieten van "veel burgers" door een regiment van het Amerikaanse leger in juli. Er is echter geen bewijs verschenen dat het Amerikaanse leger het incident destijds heeft onderzocht.

### Verzoekschriften
Tijdens de door de VS gesteunde naoorlogse dictatuur van president Syngman Rhee waren overlevenden van Nogeun-ri te bang voor officiële vergelding om openbare klachten in te dienen. De overlevende Yang Hae-chan zei dat hij was gewaarschuwd door de Zuid-Koreaanse politie om te stoppen met aan anderen over het bloedbad te vertellen.
Na de Aprilrevolutie in 1960, die kortstondig de democratie in Zuid-Korea tot stand bracht, diende voormalig politieagent Chung Eun-yong de eerste petitie in bij de regeringen van Zuid-Korea en de VS. Bij Nogeun-ri waren zijn twee kleine kinderen gedood en zijn vrouw Park Sun-yong zwaar gewond. In de daaropvolgende decennia werden door Chung en later door een commissie van overlevenden meer dan 30 petities ingediend, waarin werd opgeroepen tot een onderzoek, excuses en compensatie. Bijna alle werden genegeerd, evenals een petitie door de lokale overheid van Yeongdong aan de regeringen van de VS en Zuid-Korea.
In 1994 berichtten kranten in Seoel over een boek dat Chung publiceerde over de gebeurtenissen van 1950, om de beschuldigingen in Zuid-Korea onder de aandacht te brengen. In datzelfde jaar verwierp de US Armed Forces Claims Service in Korea een Nogeun-ri-petitie door te beweren dat alle moorden tijdens gevechten hadden plaatsgevonden. Het overlevingscomité antwoordde dat er bij Nogeun-ri geen slag had plaatsgevonden, maar de Amerikaanse functionarissen weigerden dit te heroverwegen.
In 1997 dienden overlevenden een claim in bij een Zuid-Koreaanse compensatiecommissie onder de Binational Status of Forces Agreement. Deze keer reageerde de Amerikaanse claimsdienst door opnieuw te verwijzen naar wat volgens haar een gevechtssituatie was, en door te beweren dat er geen bewijs was dat de 1st Cavalry-Division zich in het Nogeun-ri-gebied bevond, zoals het onderzoek van de overlevenden aangaf, en zoals in 1961 de officiële Amerikaanse legergeschiedenis van de oorlog bevestigd had.
Op 28 april 1998 deed de regeringscommissie van Seoel een definitieve uitspraak tegen de overlevenden van Nogeun-ri, daarbij verwijzend naar het al lang geleden verstrijken van de verjaringstermijn van vijf jaar. In juni 1998 zocht de Nationale Raad van Kerken van Zuid-Korea namens de overlevenden van Nogeun-ri hulp bij de Amerikaanse Nationale Raad van Kerken, die in stilte het Pentagon vroeg om een onderzoek in te stellen. In maart 1999 vertelde het leger de Amerikaanse raad dat het de aantijgingen van Nogeun-ri had onderzocht en in de operationele documenten van de 1st Cavalry Division en andere frontlinie-eenheden "geen informatie had gevonden om de bewering te staven".

### Associated Press-verhaal

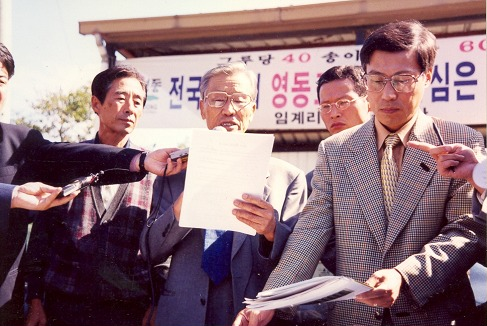
In oktober 1999, na de publicatie van het Associated Press-rapport waarin de moord op Nogeun-ri-vluchtelingen werd bevestigd, las Chung Eun-yong, leider van de overlevendencommissie, een petitie voor in Seoel, Zuid-Korea, waarin hij opriep tot een "waarheidsgetrouw en snel" onderzoek.

Maanden voor de correspondentie van het leger met de kerkgroep vonden verslaggevers van Associated Press, die dezelfde operationele gegevens uit 1950 onderzochten, orders om Zuid-Koreaanse burgers neer te schieten. Het in de VS gevestigde persbureau, dat in april 1998 de afwijzing van de claim van de overlevenden meldde, was eerder dat jaar begonnen met het onderzoeken van de beschuldigingen van Nogeun-ri. Het probeerde legereenheden te identificeren die mogelijk betrokken waren, en hun ex-soldaten op te sporen.
Na een jaar van interne strijd om het al dan niet vrijgeven van het artikel publiceerde de AP op 29 september 1999 haar onderzoeksrapport. Het was gebaseerd op de verslagen van 24 overlevenden van Nogeun-ri, bevestigd door een tiental veteranen van het 7th Cavalry Regiment.
"We hebben ze gewoon vernietigd", citeerde het de voormalige 7th Cavalry-mitraillist Norman Tinkler. Het onderzoek naar vrijgegeven militaire documenten in het National Archives and Records Administration bracht instructies van eind juli 1950 aan het licht, dat frontlinie-eenheden Zuid-Koreaanse vluchtelingen die hun posities naderden neer moesten schieten. Een verbindingsofficier van het gelieerde 8th Cavalry Regiment had zijn eenheid vanuit het hoofdkwartier van de 1st Cavalry Division laten weten dat ze moesten schieten op vluchtelingen die de Amerikaanse frontlinies probeerden over te steken. Generaal-majoor William B. Kean van de naburige 25th Infantry Division adviseerde dat alle burgers die werden aangetroffen in gebieden die door de politie zouden moeten worden ontruimd, als vijanden moesten worden beschouwd en "dienovereenkomstig moeten worden behandeld", een bevel dat door zijn staf werd doorgegeven als "beschouwd als onvriendelijk en neergeschoten". Op de dag dat de Nogeun-ri-moorden begonnen, beval de 8th Army alle eenheden te voorkomen dat vluchtelingen hun linies zouden overschrijden.
In daaropvolgende artikelen meldde de AP dat nog veel meer Zuid-Koreaanse burgers werden gedood toen het Amerikaanse leger op 4 augustus 1950 twee bruggen vol met vluchtelingen over de Nakdong opblies, en toen in de eerste maanden van de oorlog andere vluchtelingencolonnes door Amerikaanse vliegtuigen werden beschoten.
Het AP-team (Sang-hun Choe, Charles J. Hanley, Martha Mendoza en Randy Herschaft) ontving voor hun berichtgeving over Nogeun-ri de Pulitzer Prize for Investigative Reporting in 2000, samen met 10 andere grote nationale en internationale journalistieke onderscheidingen.
Voortbordurend op het werk van de AP meldde CBS News in juni 2000 het bestaan van een memo van de United States Air Force uit juli 1950, waarin de chef-operaties in Korea zei dat de luchtmacht colonnes vluchtelingen beschoot die Amerikaanse posities naderden. Het memo, gedateerd 25 juli, de dag voordat de Nogeun-ri-moorden met zo'n beschieting begonnen, zei dat het Amerikaanse leger om de aanvallen op burgers had gevraagd en "tot op heden hebben we aan het verzoek van het leger voldaan". Later dook een document van de Amerikaanse marine op waarin piloten van het vliegdekschip USS Valley Forge meldde dat het leger hen had opgedragen groepen van meer dan acht mensen in Zuid-Korea aan te vallen. "De meeste piloten van jachtbommenwerpers beschouwden Koreaanse burgers in witte kleren als vijandelijke troepen", zou de Zuid-Koreaanse geleerde Taewoo Kim later concluderen na het bekijken van missierapporten van de luchtmacht uit 1950.
Uitgedaagd door een sceptisch tijdschriftartikel in US News & World Report deed het AP-team in mei 2000 aanvullend archiefonderzoek, en rapporteerde dat een van de negen ex-soldaten die in het oorspronkelijke Nogeun-ri-artikel werden geciteerd, Edward L. Daily, zich ten onrechte als ooggetuige geïdentificeerd had en in plaats daarvan informatie uit de tweede hand had doorgegeven. Een woordvoerder van het Pentagon zei dat dit geen invloed zou hebben op een lopend legeronderzoek naar Nogeun-ri, waarbij deze opmerkte dat Daily "slechts een van de velen was waarmee we hebben gesproken". Legerofficier Robert Bateman, een veteraan van de 7th Cavalry die samen met een medelid van de 7th Cavalry Association samenwerkte aan het US News & World Report-artikel, publiceerde later een boek, Nogeun-ri: A Military History of the Korean War Incident, waarin hij zijn beweringen herhaalt dat de AP-rapportage gebrekkig was. De methoden en conclusies van de AP werden door de AP verdedigd in een lange, gedetailleerde weerlegging, alsook door anderen. De Pulitzer-commissie bevestigde de toekenning en de geloofwaardigheid van de AP-rapportage opnieuw.

### Amerikaanse en Zuid-Koreaanse militaire onderzoeken
Op 30 september 1999, binnen enkele uren na publicatie van het AP-rapport, gaf minister van Defensie William Cohen legersecretaris Louis Caldera de opdracht een onderzoek in te stellen. De regering van Seoel gaf ook opdracht tot een onderzoek en stelde voor dat de twee onderzoeken gezamenlijk documenten zouden doorzoeken en getuigen zouden horen. De Amerikanen weigerden dit echter.
In de daaropvolgende 15 maanden durende onderzoeken, uitgevoerd door het kantoor van de inspecteur-generaal van het Amerikaanse leger en het ministerie van Defensie van Seoel, ondervroeg men of verkreeg verklaringen van zo'n 200 Amerikaanse veteranen en 75 Koreanen. De legeronderzoekers beoordeelden 1 miljoen pagina's Amerikaanse archiefdocumenten. De laatste weken werden gekenmerkt door persberichten uit Seoel over scherpe geschillen tussen de Amerikaanse en Koreaanse teams. Op 11 januari 2001 brachten de twee regeringen hun afzonderlijke rapporten uit.

#### Amerikaans rapport
Na jarenlang de beschuldigingen te hebben afgewezen, erkende het Amerikaanse leger in haar rapport dat het bij Nogeun-ri "een onbekend aantal" Zuid-Koreaanse vluchtelingen had gedood met "handvuurwapens, artillerie- en mortiervuur en beschietingen". Het was echter van mening dat er geen bevel was gegeven om op de burgers te schieten, en dat de schietpartijen het gevolg waren van vijandig vuur vanuit de vluchtelingen, of dat het schieten bedoeld was om hen onder controle te houden. Elders suggereerde het rapport dat soldaten het bevel van het Eighth Army om vluchtelingen te stoppen "verkeerd begrepen" hadden als dat deze konden worden neergeschoten. Het rapport beschreef de doden als "een ongelukkige tragedie die inherent is aan oorlog en geen opzettelijke moord". Het verwierp de getuigenissen van soldaten die spraken over orders om op de vluchtelingen van Nogeun-ri te schieten, omdat niemand zich de exacte bewoordingen of de naam van de oorspronkelijke officier kon herinneren, of het bevel zelf rechtstreeks had ontvangen.
Het rapport zette vraagtekens bij een vroege, niet-geverifieerde schatting van de Zuid-Koreaanse regering van 248 doden, vermisten en gewonden bij Nogeun-ri, daarbij verwijzend naar een luchtverkenningsfoto van het gebied, naar verluidt acht dagen na de moorden genomen, waaruit "geen indicatie van menselijke resten of massagraven" bleek.
Vier jaar na dit rapport uit 2001 bevestigde de onderzoekscommissie van de regering in Seoel de identiteit van minimaal 218 slachtoffers.

#### Zuid-Koreaans rapport
In hun rapport erkenden de Zuid-Koreaanse onderzoekers dat er geen documenten waren die specifieke orders bij Nogeun-ri toonden om vluchtelingen neer te schieten. Ze wezen echter op hiaten in de door de VS aangeleverde documenten over operaties van de 7th Cavalry en de United States Air Force. Ontbrekende documenten waren onder meer het dagboek van de 7th Cavalry, en het communicatielogboek voor juli 1950 dat de Nogeun-ri-orders zou hebben vermeld. Het werd zonder opgaaf van redenen vermist in het Nationaal Archief.
Volgens het Zuid-Koreaanse rapport vertelden vijf voormalige luchtmachtpiloten aan Amerikaanse ondervragers dat ze in deze periode de opdracht hadden gekregen om op burgers te schieten, en 17 veteranen van de 7th Cavalry getuigden dat ze dachten dat er orders waren om de Nogeun-ri-vluchtelingen neer te schieten. De Koreanen merkten op dat twee van de veteranen communicatiespecialisten van het bataljon waren (Levine en Crume) en als zodanig in een bijzonder goede positie verkeerden om te weten welke orders waren doorgegeven. Onder verwijzing naar het bevel van het 8th Army van 26 juli om vluchtelingen tegen te houden, concludeerde het Koreaanse rapport dat de 7th Cavalry "waarschijnlijk alle mogelijke middelen zou hebben gebruikt om de naderende vluchtelingen tegen te houden". De Zuid-Koreaanse nationale veiligheidsdirecteur Oh Young-ho zei: "We denken dat er een bevel was om te vuren." Een gezamenlijke Amerikaans-Koreaanse "Verklaring van wederzijdse overeenstemming" die samen met de rapporten werd uitgegeven, herhaalde niet de categorische bewering van het Amerikaanse rapport dat er geen bevel was gegeven om te schieten op Nogeun-ri.
De Koreaanse onderzoekers zetten vraagtekens bij de suggestie van het Amerikaanse rapport over mogelijk geweervuur vanuit de vluchtelingen. Overlevende documenten melden niets over infiltranten bij Nogeun-ri, ook al zouden deze de eerste gesneuvelde vijandelijke strijders van de 7th Cavalry in Korea zijn geweest. De overlevenden van Nogeun-ri ontkenden het nadrukkelijk, en slechts drie van de 52 bataljonsveteranen die door het Amerikaanse team werden geïnterviewd, spraken van vijandig vuur, en dan inconsistent.
Met betrekking tot de luchtfoto's die volgens het Amerikaanse rapport een lager dodental suggereerden, zeiden de Zuid-Koreaanse onderzoekers, op basis van verslagen van overlevenden en gebiedsbewoners, dat in de eerste dagen na de moorden ten minste 62 lichamen door familieleden waren meegenomen of begraven in verlaten schuttersputjes, en anderen bleven in een van de onderdoorgangen, onder dunne lagen aarde, uit het zicht van camera's in de lucht en in afwachting van latere begrafenissen in massagraven. Bovendien trokken Zuid-Koreaanse militaire specialisten de Amerikaanse verkenningsfoto's in twijfel, en wezen op onregelmatigheden, waaronder het feit dat de Nogeun-ri-frames in de filmrol waren gemonteerd, waardoor de mogelijkheid aanwezig was dat ze niet, zoals beweerd, van 6 augustus 1950 waren, acht dagen na de moorden.

#### Verklaring van Clinton en aanbod van de VS
Op de dag dat het Amerikaanse rapport werd uitgebracht, gaf president Bill Clinton een verklaring af waarin hij verklaarde: "Ik betreur het ten zeerste dat Koreaanse burgers eind juli 1950 het leven lieten bij Nogeun-ri". De volgende dag vertelde hij verslaggevers dat "er dingen gebeurden die verkeerd waren". De VS boden echter niet de door de overlevenden en de Zuid-Koreaanse regering gevraagde verontschuldigingen en individuele compensatie aan. In plaats daarvan boden de VS $4 miljoen voor een gedenkteken bij Nogeun-ri en een studiebeursfonds. De overlevenden verwierpen dit, omdat het monument zou worden opgedragen aan alle Zuid-Koreaanse burgerdoden van de oorlog, en niet specifiek aan de Nogeun-ri-slachtoffers.

### Reactie op Amerikaans rapport; verdere bewijzen
Het Overlevendencomité van Nogeun-ri noemde het rapport van het Amerikaanse leger een "witwasje" van bevelverantwoordelijkheid. "Dit is niet genoeg voor een bloedbad van meer dan 60 uur, van 400 onschuldige mensen die werden opgejaagd als dieren", zei commissievoorzitter Chung Eun-yong. De overlevenden verwierpen het idee dat de moorden "niet opzettelijk" waren, wijzend op verslagen van veteranen en op documenten die getuigen van frontlinieorders om burgers neer te schieten. Wetgevers van zowel de regerende partij als de oppositiepartij in Zuid-Korea bekritiseerden het Amerikaanse standpunt.
Voormalig Amerikaans congreslid Pete McCloskey uit Californië, de enige van de acht externe adviseurs van het Amerikaanse onderzoek die daarna een gedetailleerde analyse schreef, was het met de Koreanen eens en zei: "Ik was van mening dat het rapport van het leger een vergoelijking was." In een brief aan minister van Defensie Cohen betuigde een andere Amerikaanse adviseur, de gepensioneerde mariniersgeneraal Bernard E. Trainor, zijn medeleven met de onder druk staande Amerikaanse troepen van 1950, maar zei dat de moorden ongerechtvaardigd waren en dat "het Amerikaanse bevel verantwoordelijk was voor het verlies van onschuldige burgerlevens in en rond Nogeun-ri."

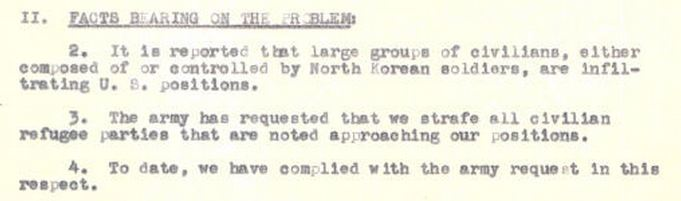
In dit uittreksel uit een memo van 25 juli 1950 meldt het hoofd operaties van de Amerikaanse luchtmacht in Korea, kolonel Turner C. Rogers, dat Amerikaanse vliegtuigen op verzoek van het Amerikaanse leger Zuid-Koreaanse vluchtelingen beschoten, vanwege berichten over Noord-Koreaanse infiltranten vermomd als burgers. Het onderzoeksrapport van het leger uit 2001 sloot deze passage uit van de beschrijving van de memo.

Journalisten en wetenschappers merkten op dat het Amerikaanse rapport niet inging op, of onvolledige versies presenteerde van, belangrijke vrijgegeven documenten, waarvan sommige al eerder in de nieuwsmedia waren gemeld. Nieuwsberichten wezen erop dat de Amerikaanse recensie, bij het beschrijven van de memo van de luchtmacht van juli 1950, niet erkende dat vluchtelingen werden beschoten op verzoek van het leger. Onderzoekers ontdekten dat het Amerikaanse bericht het bestaan van missierapporten van de Amerikaanse luchtmacht gedurende deze periode niet had onthuld, waarin de beschietingen van schijnbare vluchtelingengroepen en luchtaanvallen in de omgeving van Nogeun-ri werden gedocumenteerd. Het rapport ging niet in op de instructies van de commandanten van 26-27 juli 1950 in de 25th Infantry Division waarin stond dat burgers in het oorlogsgebied als onvriendelijk zouden worden beschouwd en zouden worden neergeschoten. Door te zeggen dat dergelijke bevelen niet waren uitgegeven bij Nogeun-ri, maakte het leger niet bekend dat het logboek van de 7th Cavalry, dat dergelijke bevelen zou hebben bewaard, ontbrak in het Nationaal Archief.

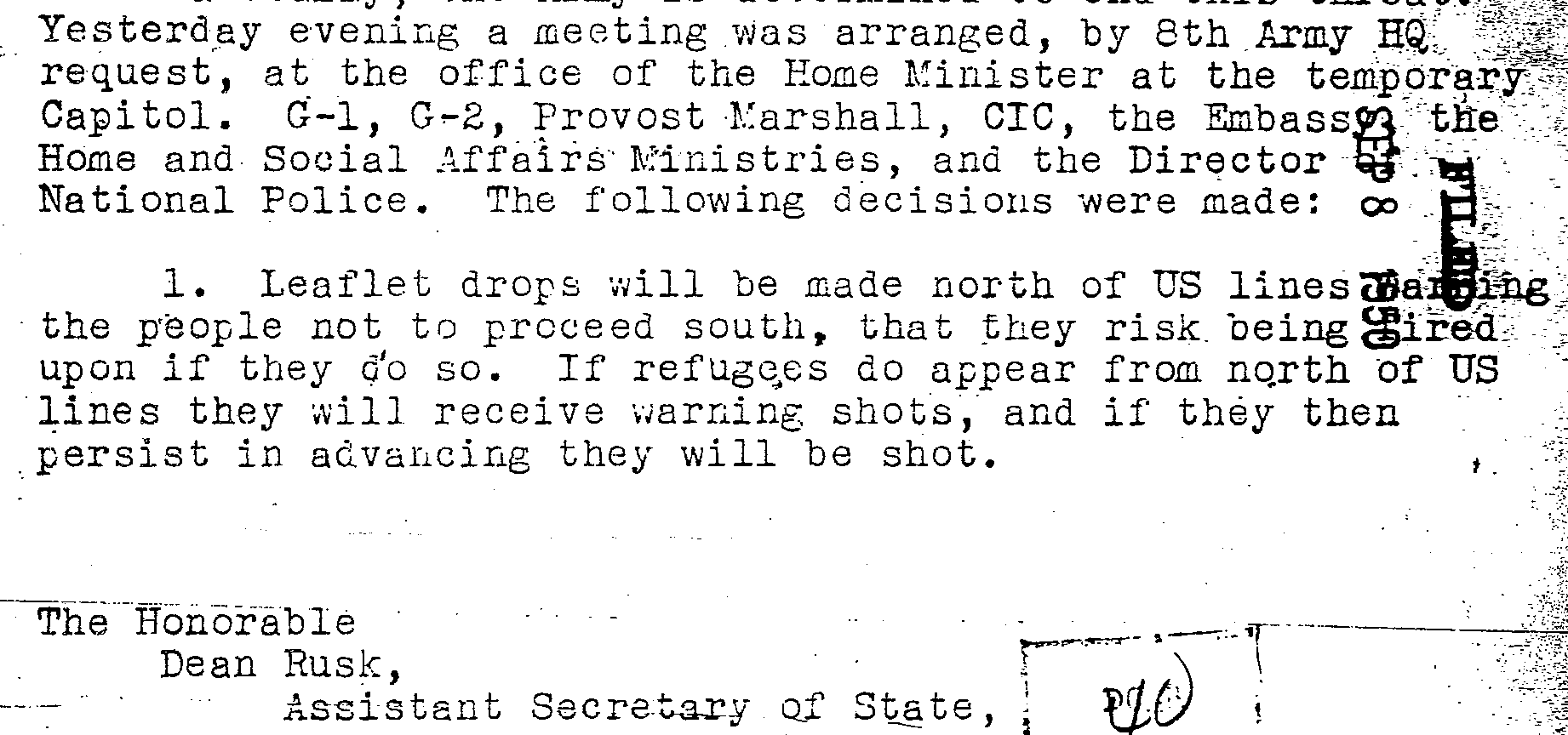
In dit fragment uit een brief uit 1950 aan Dean Rusk informeert John J. Muccio, de Amerikaanse ambassadeur in Zuid-Korea, de assistent-staatssecretaris dat het Amerikaanse leger heeft besloten te schieten op Zuid-Koreaanse vluchtelingen die de Amerikaanse linies naderen, ondanks waarschuwingsschoten. De brief, gedateerd op 26 juli, de dag waarop het 7th Cavalry Regiment vluchtelingen begon neer te schieten bij Nogeun-ri, werd opzettelijk weggelaten uit het onderzoeksrapport van het leger over Nogeun-ri uit 2001.

Nadat het leger haar rapport had uitgebracht werd vernomen dat het ook de ontdekking door haar onderzoekers van ten minste 14 aanvullende vrijgegeven documenten niet had onthuld, waarin hooggeplaatste commandanten opdracht of toestemming gaven voor het neerschieten van vluchtelingen in de eerste maanden van de Koreaanse Oorlog. Hieronder waren mededelingen van de commandant van de 1st Cavalry Division Gay en een hoge officier van de divisie om vluchtelingen ten noorden van de frontlinie als "fair game" te beschouwen en om "alle vluchtelingen die over de rivier komen neer te schieten". Bovendien bleek uit interviewtranscripties die waren verkregen op basis van verzoeken om vrijheid van informatie, dat het leger de herhaalde getuigenissen van ex-soldaten tijdens hun vroege dagen in Korea dat, zoals iemand het uitdrukte, "het woord ging dat iedereen van 6 tot 60 gedood moest worden", niet had gerapporteerd.
In 2005 meldde de Amerikaanse historicus Sahr Conway-Lanz zijn ontdekking van een vrijgegeven document in het National Archives and Records Administration waarin John J. Muccio, de Amerikaanse ambassadeur in Korea in 1950, op de dag dat de Nogeun-ri-moorden begonnen het State Department op de hoogte bracht dat het Amerikaanse leger, uit angst voor infiltranten, een beleid had aangenomen om Zuid-Koreaanse vluchtelingengroepen neer te schieten die ondanks waarschuwingsschoten de Amerikaanse linies naderden. Onder druk van de Zuid-Koreaanse regering gaf het Pentagon uiteindelijk toe dat het de Muccio-brief opzettelijk uit haar rapport uit 2001 had weggelaten.

### Oorlogsrecht en Nogeun-ri
Toen president Clinton in januari 2001 de schuld van de VS afwees, zei hij tegen verslaggevers: "Het bewijs was niet duidelijk dat de verantwoordelijkheid voor wangedrag hoog genoeg in de commandostructuur van het leger lag om te zeggen dat de regering in feite verantwoordelijk was." Amerikaanse advocaten van de overlevenden van Nogeun-ri verwierpen die grondgedachte en zeiden dat of de troepen van de 7th Cavalry nu wel of niet op formeel bevel handelden, " het bloedbad van burgervluchtelingen, voornamelijk ouderen, vrouwen en kinderen, op zichzelf een duidelijke schending was van internationale wetgeving volgens welke de Verenigde Staten aansprakelijk zijn op grond van de doctrine van bevelsverantwoordelijkheid, en schadevergoeding moeten betalen". In een brief aan het kantoor van de inspecteur-generaal van het leger in mei 2001 wezen de advocaten er ook op dat er aan het oorlogsfront talloze bevelen waren uitgevaardigd om burgers neer te schieten, en zeiden dat het zelfonderzoek van het Amerikaanse leger, "waardoor handhaving aan de ongebreidelde discretie van de vermeende dader kon worden onderworpen", een ultieme schending was van de rechten van slachtoffers.
In haar rapport uit 2005 haalde het gerechtelijk onderzoekspanel van de Zuid-Koreaanse regering, het Comité voor de beoordeling en het herstel van de eer voor de Nogeun-ri-slachtoffers, zes Zuid-Koreaanse juridische studies aan die zeiden dat Nogeun-ri een misdaad tegen de menselijkheid vormde. "... In dit opzicht schendt het bloedbad van Nogeun-ri openlijk de basisprincipes van het oorlogsrecht en het internationaal gewoonterecht", schreef jurist Tae-Ung Baik in een studie. De commissie concludeerde: "De Verenigde Staten van Amerika moeten de verantwoordelijkheid nemen voor het Nogeun-ri-incident."
Amerikaanse experts op het gebied van militair recht waren het erover eens dat de gebeurtenissen in 1950 in strijd waren met het oorlogsrecht dat het aanvallen van niet-strijders verbood, maar zeiden dat het vervolgen van ex-soldaten een halve eeuw later praktisch onmogelijk was. Desalniettemin zei legersecretaris Caldera vroeg in het onderzoek dat hij vervolging niet kon uitsluiten, een verklaring die, zoals overlevenden later klaagden, sommige veteranen van de 7th Cavalry ervan kon hebben weerhouden te getuigen.

## Latere ontwikkelingen

### Voortgaande beroepen
Hoewel vaak gesteund door Zuid-Koreaanse politici en hoofdartikelen in kranten, werd er geen gehoor gegeven aan de herhaalde eisen van de Nogeun-ri-overlevenden voor een heropend Amerikaans onderzoek en compensatie. Bij een ontmoeting met Zuid-Koreaanse functionarissen in 2001 vroegen de overlevenden hun regering om actie te ondernemen bij het Internationaal Gerechtshof in Den Haag en in VN-mensenrechtenfora, maar dit werd afgewezen. In 2002 riep een woordvoerder van de toenmalige regeringspartij van Zuid-Korea op tot een nieuw Amerikaans onderzoek, maar het Zuid-Koreaanse Ministerie van Defensie waarschuwde de Nationale Vergadering dat een heropend onderzoek de betrekkingen tussen de VS en Zuid-Korea zou kunnen schaden.

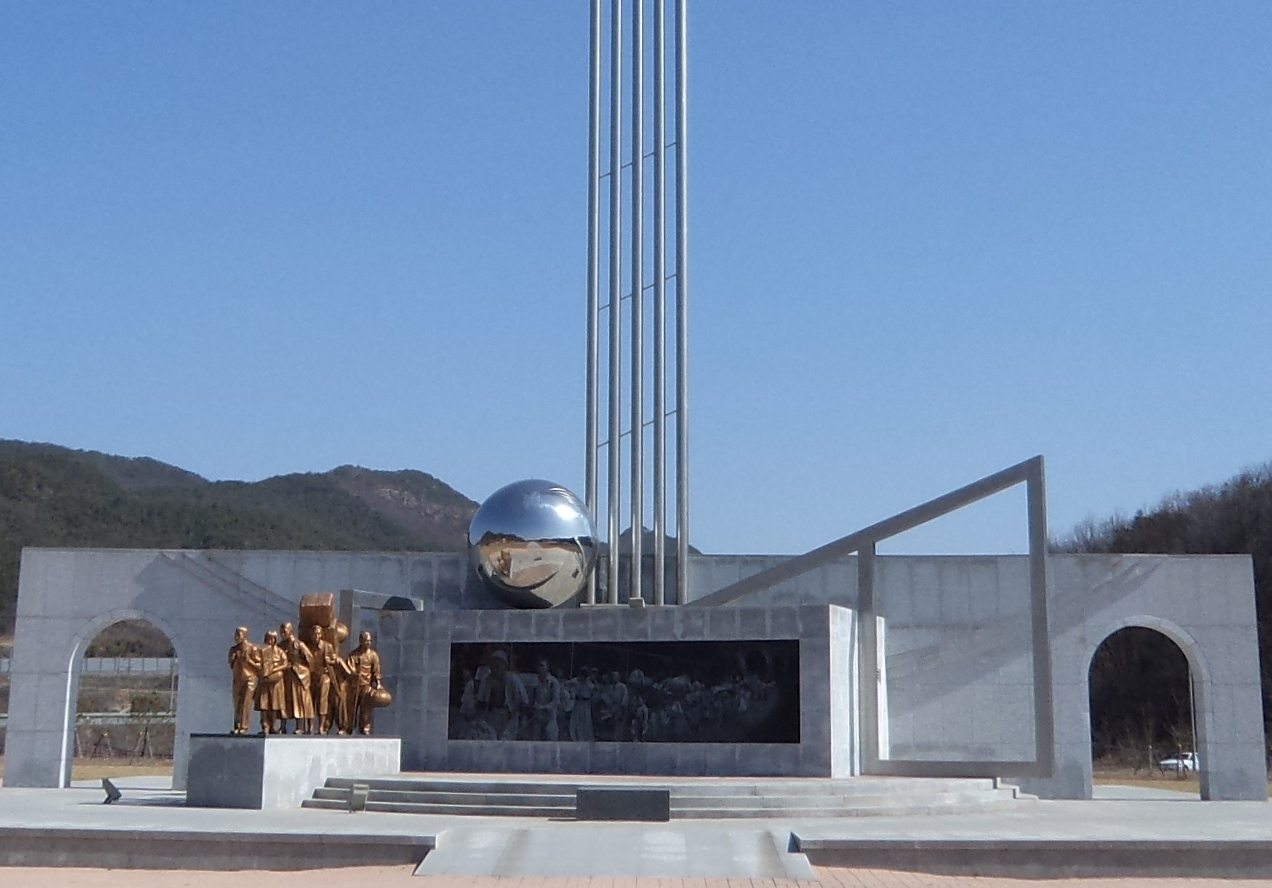
De Herinneringstoren in het Nogeun-ri Herinnerings-Vredespark, met zijn drie- en tweedimensionale afbeeldingen van de vluchtelingen van 1950, en twee bogen die de ingangen van de Nogeun-ri-tunnel voorstellen. Het park van 33 hectare, grenzend aan de plaats van het bloedbad in Yeongdong County in centraal -Zuid-Korea, werd geopend in oktober 2011. Het bevat ook een museum en een centrum voor vredeseducatie.

De onthulling in 2006 dat Pentagon-onderzoekers de Muccio-brief hadden weggelaten uit hun eindrapport, samen met andere belastende documenten en getuigenissen, leidde tot hernieuwde oproepen tot actie. Twee leiders van de Nationale Vergadering deden een beroep op de Amerikaanse senator (en toekomstige president) Joe Biden, voorzitter van de Amerikaanse Senaatscommissie voor Buitenlandse Zaken, voor een gezamenlijk onderzoek, maar geen enkel Amerikaans congresorgaan nam ooit de kwestie Nogeun-ri op zich.
In een boek uit 2015 schreef David Straub, politiek hoofd van de Amerikaanse ambassade tijdens het Nogeun-ri-onderzoek, dat het voldoen aan de eisen van de overlevenden een ongewenst precedent zou hebben geschapen voor soortgelijke gevallen uit het Korea van 1950.
Na een bezoek van een delegatie aan Nogeun-ri nam de jaarlijkse Algemene Vergadering van de Amerikaanse Presbyteriaanse Kerk in juni 2016 een resolutie aan waarin de kerkleiders werden opgeroepen om er bij de Amerikaanse president en het Amerikaans Congres op aan te dringen een verontschuldiging en een passende vergoeding voor de moorden op Nogeun-ri uit te vaardigen.

### Graven en herdenkingspark
Dorpsbewoners van Nogeun-ri-zeiden dat in latere decennia twee massagraven met de stoffelijke resten van een deel van de slachtoffers waren verstoord, en dat gebeente werd verwijderd tijdens een herbebossingsproject en door landbouwactiviteiten. In 2007 leverden opgravingen op verschillende plaatsen bij de brug weinig op. Het forensisch team zei dat het niet meer had gevonden omdat er zoveel tijd was verstreken en alle overblijfselen waren blootgesteld aan de elementen, bodemerosie, spoorwegwerk, landbouw en een zeer zure grond.

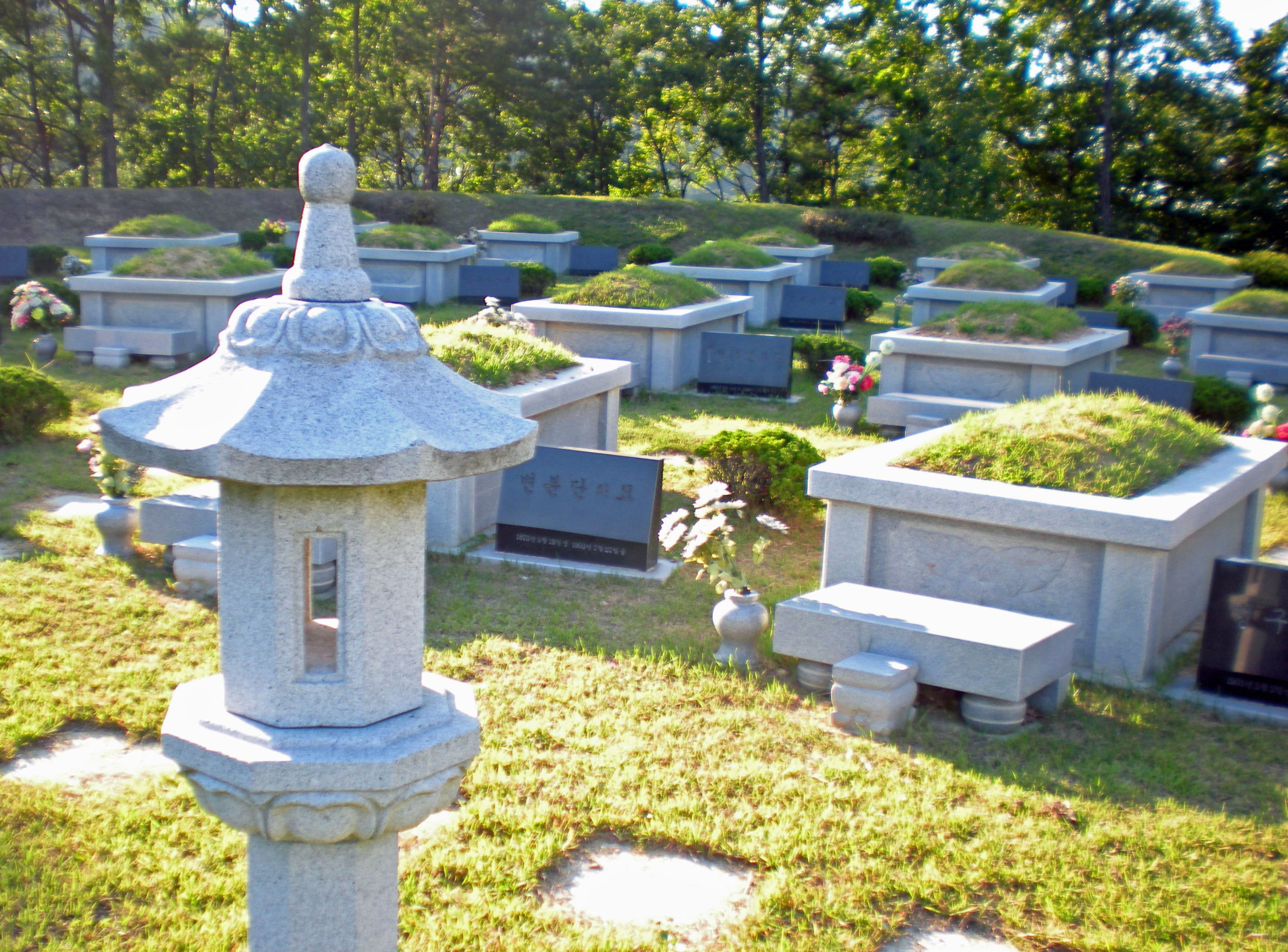
Deze begraafplaats, geopend in 2009, bevat de overblijfselen van enkele slachtoffers van het bloedbad. Het is gevestigd op een heuveltop boven het Nogeun-ri Herinnerings-Vredespark.

Nadat de Verenigde Staten weigerden compensatie aan te bieden en de overlevenden het plan voor een oorlogsmonument en een beursfonds verwierpen, nam de Nationale Vergadering van Zuid-Korea op 9 februari 2004 een "Speciale wet over de beoordeling en herstel van eer voor de Nogeun-ri-slachtoffers" aan. Het richtte een commissie op die de identiteit van de doden en gewonden onderzocht en bekrachtigde, en verstrekte medische subsidies voor overlevende gewonden. De wet voorzag ook in een herdenkingspark op de Nogeun-ri-site, die 20.000 tot 30.000 bezoekers per jaar begon te trekken. Het 13 ha grote Nogeun-ri-herinneringspark, gebouwd met $ 17 miljoen aan overheidsgeld en met een gedenkteken, museum en centrum voor vredeseducatie, werd geopend in oktober 2011.
In 2009 legde het district Yeongdong een nabijgelegen begraafplaats aan, waar de stoffelijke resten van sommige slachtoffers van familiepercelen naartoe werden verplaatst. Een door de overheid gefinancierde Nogeun-ri Internationale Vredesstichting sponsorde ook een jaarlijkse vredesconferentie, een Nogeun-ri Vredesprijs en een zomervredeskamp in het park voor internationale universiteitsstudenten.

### Nogeun-ri in cultuur

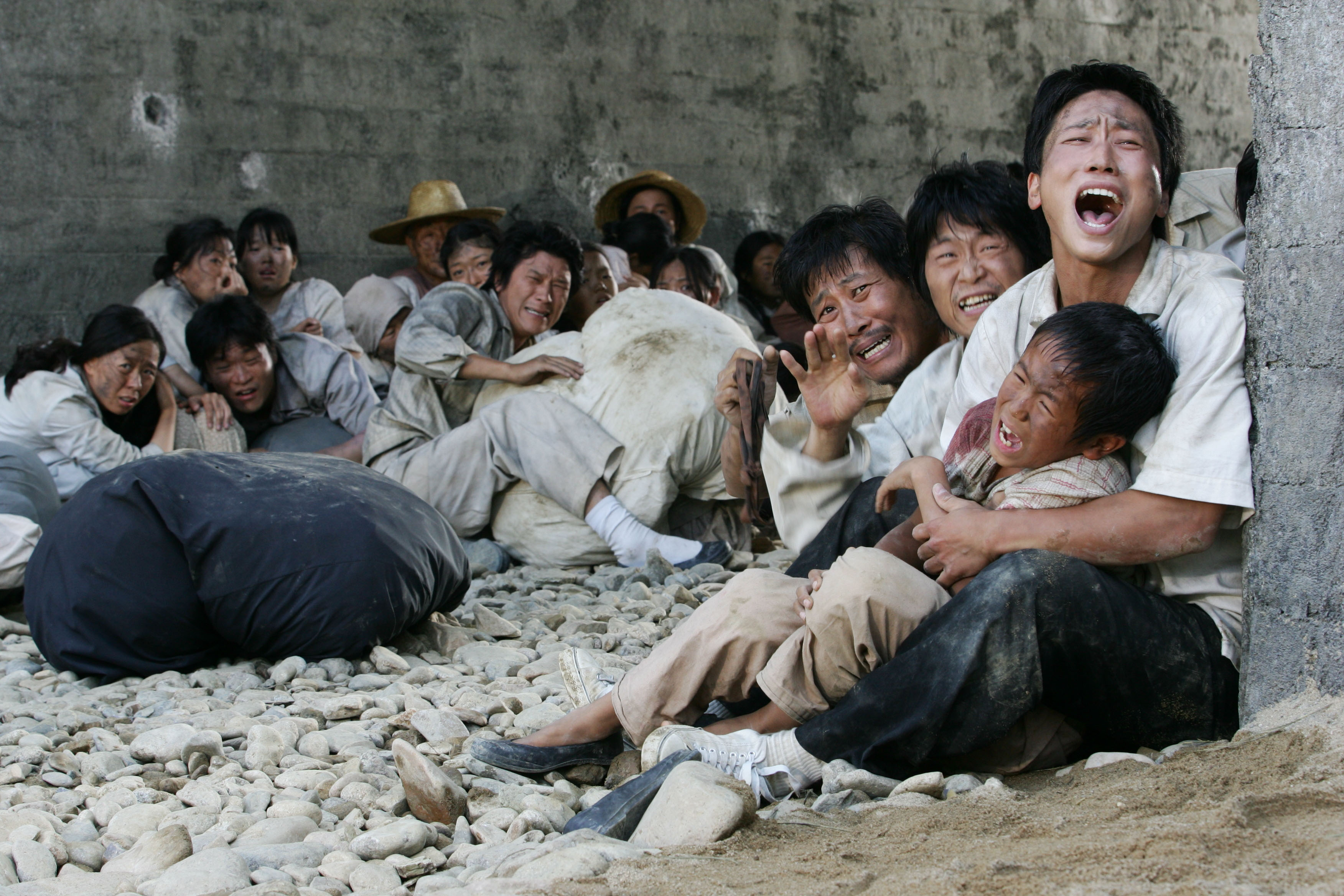
afbeelding van de scène onder de Nogeun-ri-brug uit de Zuid-Koreaanse speelfilm Een kleine vijver uit 2009

In Zuid-Korea inspireerde het Nogeun-ri-verhaal non-fictie, fictie, theater en andere kunsten. In 2010 bracht een grote Koreaanse studio, Myung Films, de Nogeun-ri-speelfilm Jageun Yeonmot ("Een kleine vijver") uit, geschreven en geregisseerd door Lee Saang-woo en met Song Kang-ho, Moon So-ri en andere vrijwillige Koreaanse acteurs. Naast de commerciële uitgave in Zuid-Korea werd de film vertoond op internationale filmfestivals, onder meer in New York en Londen.
In 2006–2010 publiceerden kunstenaars Park Kun-woong en Chung Eun-yong Nogunri Story, een tweedelig grafisch verhaal gebaseerd op Chung's boek uit 1994 dat door middel van duizenden tekeningen het verhaal vertelde van het bloedbad en de halve eeuw strijd voor de waarheid. Het Koreaanstalige werk werd ook in vertaling gepubliceerd in Europa. In de Verenigde Staten en Groot-Brittannië was Nogeun-ri een centraal of secundair thema in vijf Engelstalige romans, waaronder de US National Book Award-finalist Lark & Termite uit 2009 van Jayne Anne Phillips en de James Bond-thriller Trigger Mortis uit 2015 door de Britse auteur Anthony Horowitz.

### Waarheids- en verzoeningscommissie
De Nogeun-ri-artikelen uit 1999 brachten honderden Zuid-Koreanen ertoe naar voren te komen om melding te maken van andere vermeende incidenten van grootschalige burgermoorden door het Amerikaanse leger in 1950-1951, meestal in de vorm van luchtaanvallen. In 2005 richtte de Nationale Vergadering de Waarheids- en Verzoeningscommissie van de Republiek Korea op om deze beschuldigingen en andere mensenrechtenschendingen in Zuid-Korea in de 20e eeuw te onderzoeken. De lijst van de commissie bevatte uiteindelijk meer dan 200 gevallen van wat zij omschreef als "civiele bloedbaden gepleegd door Amerikaanse soldaten".
In 2009 bevestigde het werk van de commissie om vrijgegeven Amerikaanse militaire documenten en verslagen van overlevenden te verzamelen, acht representatieve gevallen van wat zij beschouwde als onrechtmatige Amerikaanse moorden op honderden Zuid-Koreaanse burgers. Hieronder vielen vluchtelingen die samengedrongen waren in een grot die werd aangevallen met napalmbommen, en een vluchtelingenkamp aan de kust dat doelbewust beschoten werd door een Amerikaans oorlogsschip.
De commissie stelde dat het Amerikaanse leger herhaaldelijk willekeurige aanvallen uitvoerde, zonder onderscheid te maken tussen strijders en niet-strijders. In haar belangrijkste bevinding bevestigde de commissie ook dat de Zuid-Koreaanse autoriteiten bij het uitbreken van de oorlog standrechtelijk duizenden, mogelijk 100.000 tot 200.000, vermoedelijke linksen hadden geëxecuteerd in het bloedbad van de Bodo-liga, soms in aanwezigheid van officieren van het Amerikaanse leger.
Van alle Amerikaanse oorlogen wordt aangenomen dat de Koreaanse Oorlog de dodelijkste is geweest wat betreft burgers als percentage van de doden, zowel Noord- als Zuid-Koreaanse niet-strijders gedood bij uitgebreide bombardementen van de Amerikaanse luchtmacht in heel Korea, en Zuid-Koreaanse burgers standrechtelijk geëxecuteerd door het binnenvallende Noord-Koreaanse leger.
De commissie adviseerde de regering van Seoel ook om met de Verenigde Staten te onderhandelen over herstelbetalingen voor de grootschalige burgermoorden door het Amerikaanse leger. Dit gebeurde echter niet. Aan het begin van het Nogeun-ri-onderzoek in 1999 zeiden de minister van Defensie Cohen in Washington en de Amerikaanse assistent-minister van Buitenlandse Zaken Stanley Roth in Seoel dat de Verenigde Staten zouden overwegen om soortgelijke moorden in de Koreaanse oorlog die aan het licht kwamen, te onderzoeken. Het onderzoek van 1999-2001 was echter het laatste dat door de Verenigde Staten werd uitgevoerd.